# Roskilde domkyrka
Roskilde domkyrka är en domkyrka och ett världsarv i centrala Roskilde i Danmark. Domkyrkan är katedral för Roskilde stift av Danska folkkyrkan, vilket innefattar den större delen av ön Själland, utom de ostligaste delarna, som omfattas av Helsingörs stift i nordöst och Köpenhamns stift i sydöst.

## Huvudbyggnaden
Roskilde domkyrka är byggd i flera etapper med fyra gravkapell. De äldsta delarna av kyrkan är från sent 1100-tal och är byggda i unggotisk stil. Domkyrkan har ända sedan den byggdes varit domkyrka.
Från 1536 till 1923 hade biskopen titel Sjællands Biskop och residerade i Köpenhamn. 1923 återupprättades ett särskilt biskopsämbete i Roskilde.
Från mitten av 1400-talet, och i viss mån även tidigare, har domkyrkan varit gravkyrka för de danska regenterna. Före 1400-talet var bland annat Sankt Bendts Kirke i Ringsted en viktig kunglig gravkyrka. Även i Viborgs domkyrka ligger några kungar begravda. Totalt ligger här 20 kungar och 18 drottningar. Utanför kyrkan ligger kung Fredrik IX:s och drottning Ingrids gravplats, medan de övriga ligger inne i kyrkan.

## Gravkor
Gravkoret hör till de äldsta delarna i kyrkan och började användas som gravkor i slutet av 1600-talet.
Gravar i koret
- Harald Blåtand, kung av Danmark ca 940 – ca 986 – pelargrav
- Sven Tveskägg, kung av Danmark 985–992 och 993–1014
- Sven Estridsson, kung av Danmark från 1047–1074, – pelargrav
- Margareta I, regerande drottning av Danmark och Norge 1387–1412 och av Sverige 1389–1412
- Kristian V, kung av Danmark och Norge 1670–1699
  - Charlotta Amalia av Hessen-Kassel, dansk drottning 1667–1699
- Fredrik IV, kung av Danmark och Norge 1699–1730
  - Louise av Mecklenburg-Güstrow, drottning av Danmark 1699–1721
  - Anna Sophie Reventlow, drottning av Danmark 1721–1743
- Kristofer av Danmark, hertig

## Kapell

### Christian I:s kapell
Kapellet byggdes på 1460-talet och ligger i det sydvästra hörnet av domkyrkan.
Gravar i kapellet
- Kristian I, kung av Danmark 1448–1481
  - Dorotea av Brandenburg, drottning av Danmark 1445–1448 och 1449–1481
- Kristian III, kung av Danmark och Norge 1534–1559
  - Dorothea av Sachsen-Lauenburg, drottning av Danmark och Norge 1534–1559
- Fredrik II, kung av Danmark 1559–1588
  - Sofia av Mecklenburg, drottning av Danmark 1572–1588

### Fredrik V:s kapell
Kapellet byggdes mellan 1774 och 1825 och återfinns i det sydöstra hörnet av domkyrkan.
Gravar i kapellet
- Kristian VI, kung av Danmark 1730–1746
  - Sofia Magdalena av Brandenburg-Kulmbach, drottning av Danmark
- Fredrik V, kung av Danmark och Norge 1746–1766
  - Louise av Storbritannien, drottning av Danmark 1746–1751
  - Juliana Maria av Braunschweig-Wolfenbüttel, drottning av Danmark 1752–1766
- Kristian VII, kung av Danmark 1766–1808
- Fredrik VI, kung av Danmark 1808–1839 och av Norge 1808–1814
  - Maria Sofia Fredrika av Hessen-Kassel, drottning av Danmark 1808–1839 och av Norge 1808–1814
- Kristian VIII, kung av Danmark från 1839–1848
  - Karolina Amalia av Augustenborg, drottning av Danmark 1839–1848
- Fredrik VII, kung av Danmark 1848–1863

### Kristian IV:s kapell
Kapellet ligger i det norra skeppet och stod klart 1642.
Gravar i kapellet
- Kristian IV, kung av Danmark och Norge 1588–1648
  - Anna Katarina av Brandenburg, drottning av Danmark 1597–1612
- Kronprins Kristian, "den utvalde prinsen" – son till Kristian IV och Anne Cathrine
- Fredrik III, kung av Danmark och Norge 1648–1670
  - Sofia Amalia av Braunschweig-Lüneburg, drottning av Danmark och Norge 1648–1670

### Kristian IX:s kapell
Kapellet, som även kallas Glücksborgska kapellet, ligger i den nordvästra delen av domkyrkan och stod klart 1924.
Gravar i kapellet
- Kristian IX, kung av Danmark 1863–1906
  - Louise av Hessen-Kassel, drottning av Danmark 1863–1898
- Fredrik VIII, kung av Danmark 1906–1912
  - Louise av Sverige, drottning av Danmark 1906–1912
- Kristian X, kung av Danmark 1912–1947
  - Alexandrine av Mecklenburg-Schwerin, drottning av Danmark 1912–1947

## Bilder

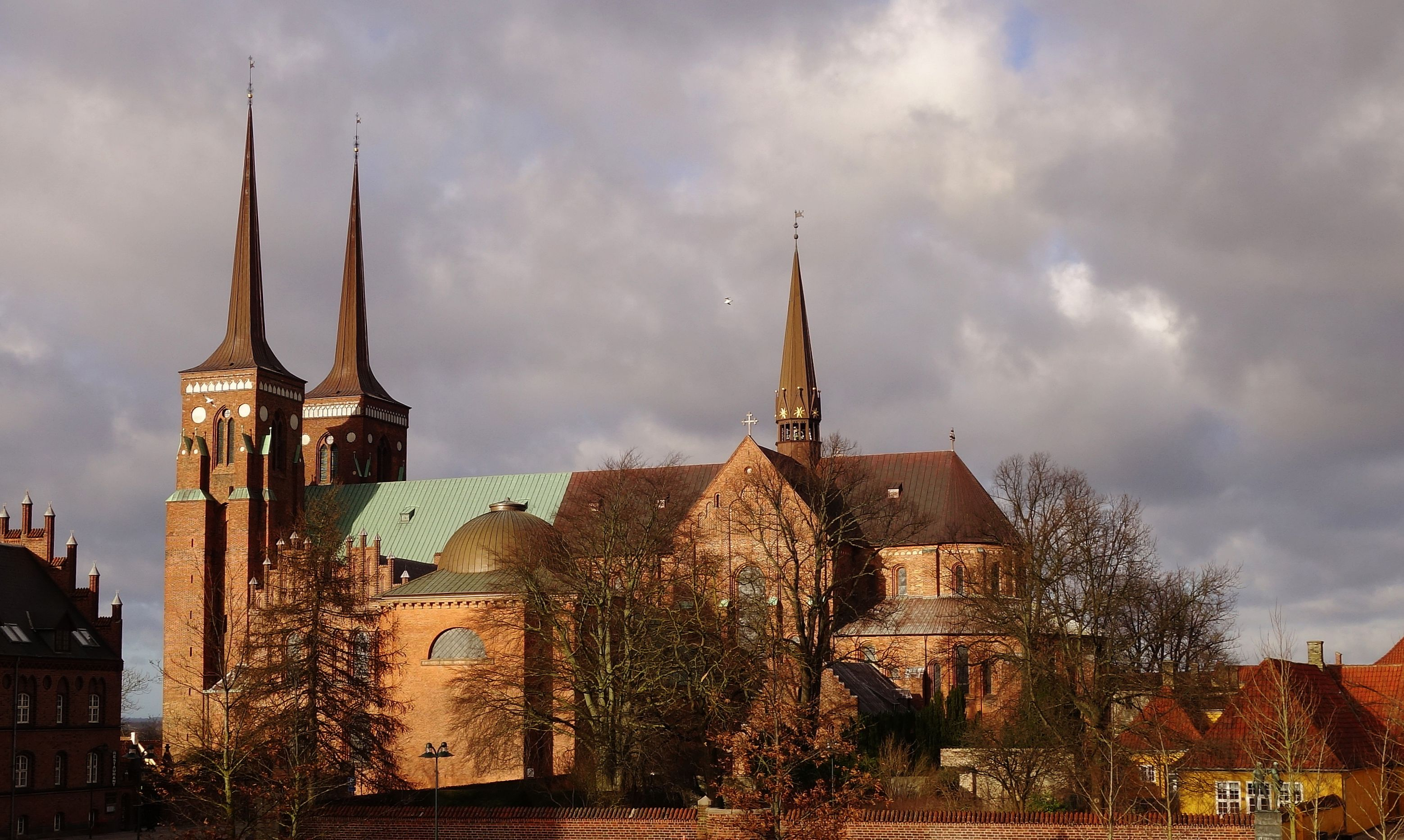
Panoramabild från söder.
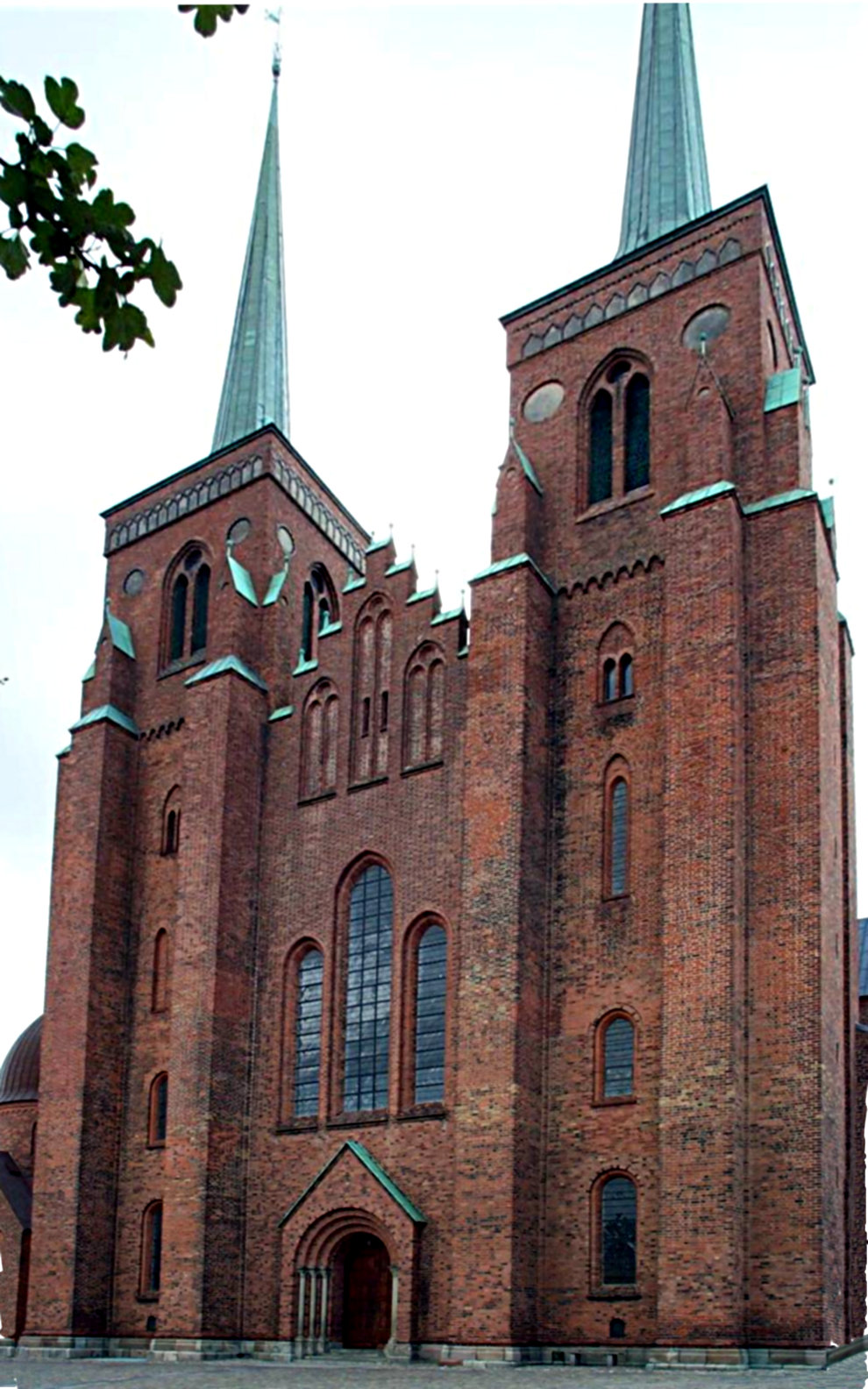
Västfasaden.
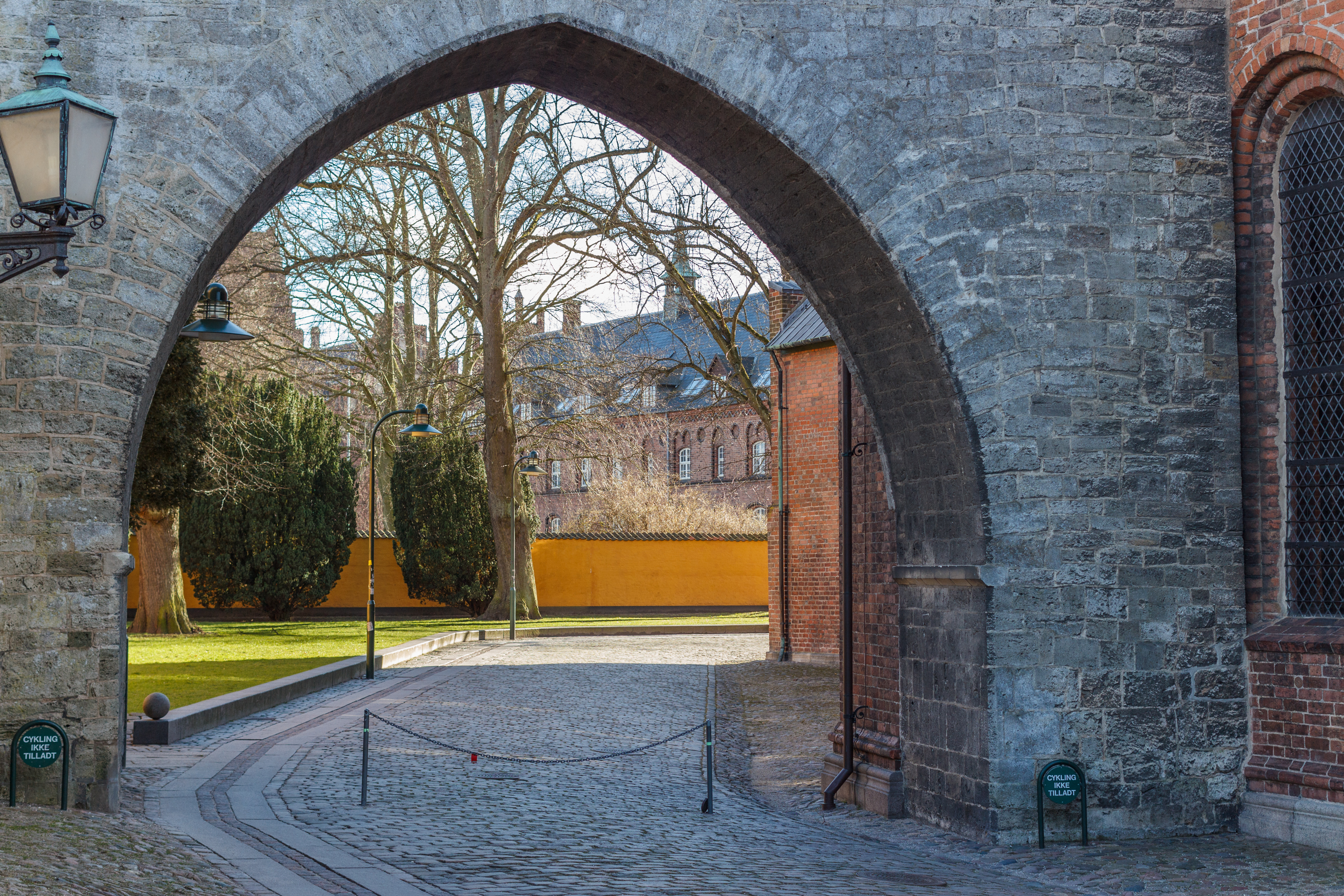
Absalonsbågen från 1200-talet förbinder domkyrkan med biskopsgården.
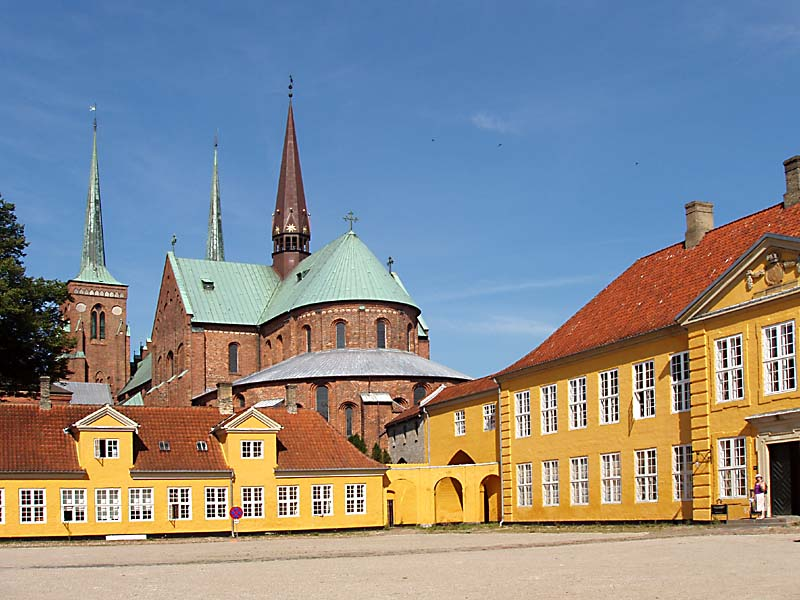
Domkyrkan sedd från biskopsgården.
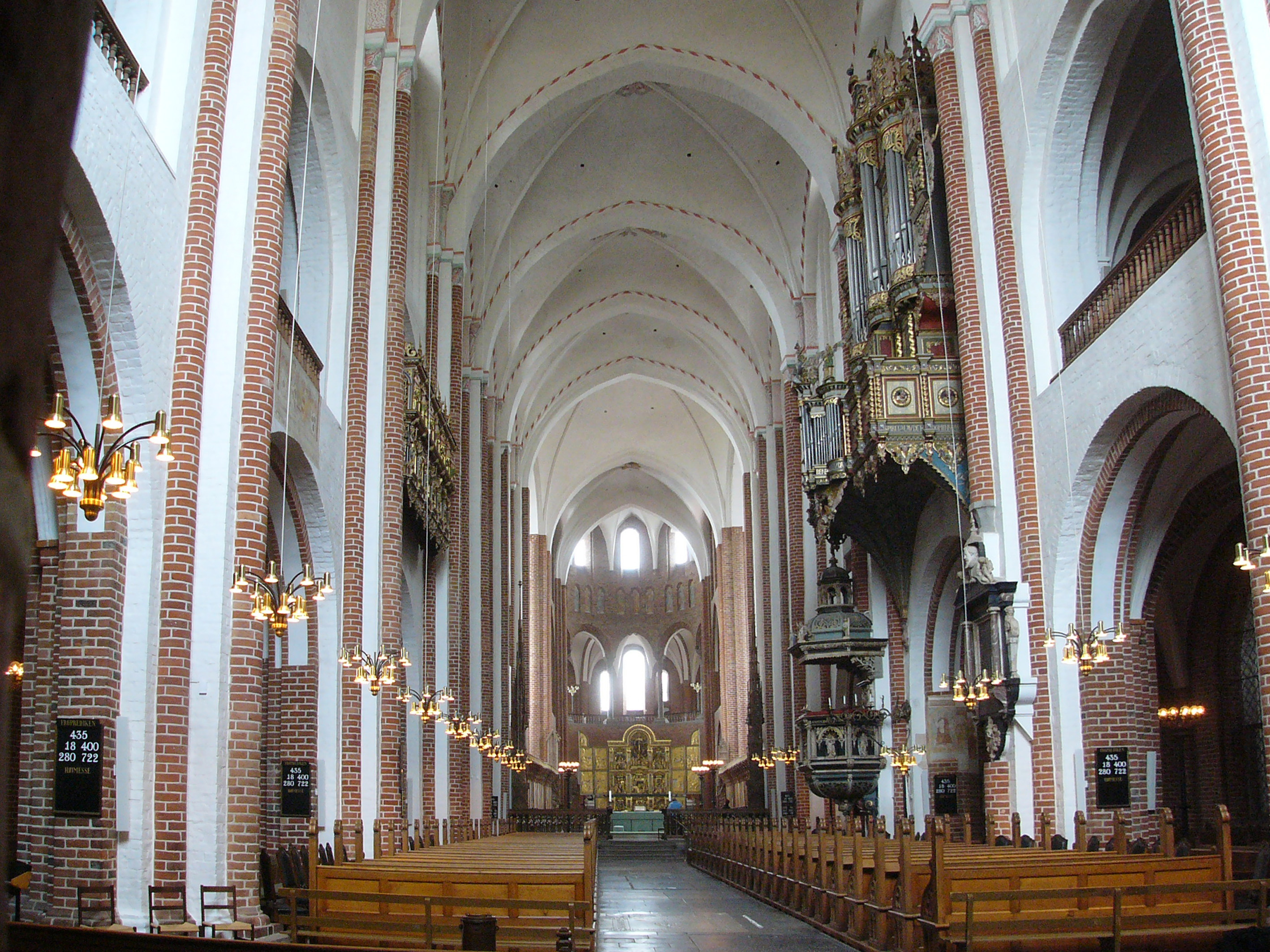
Interiör. Mittskeppet.
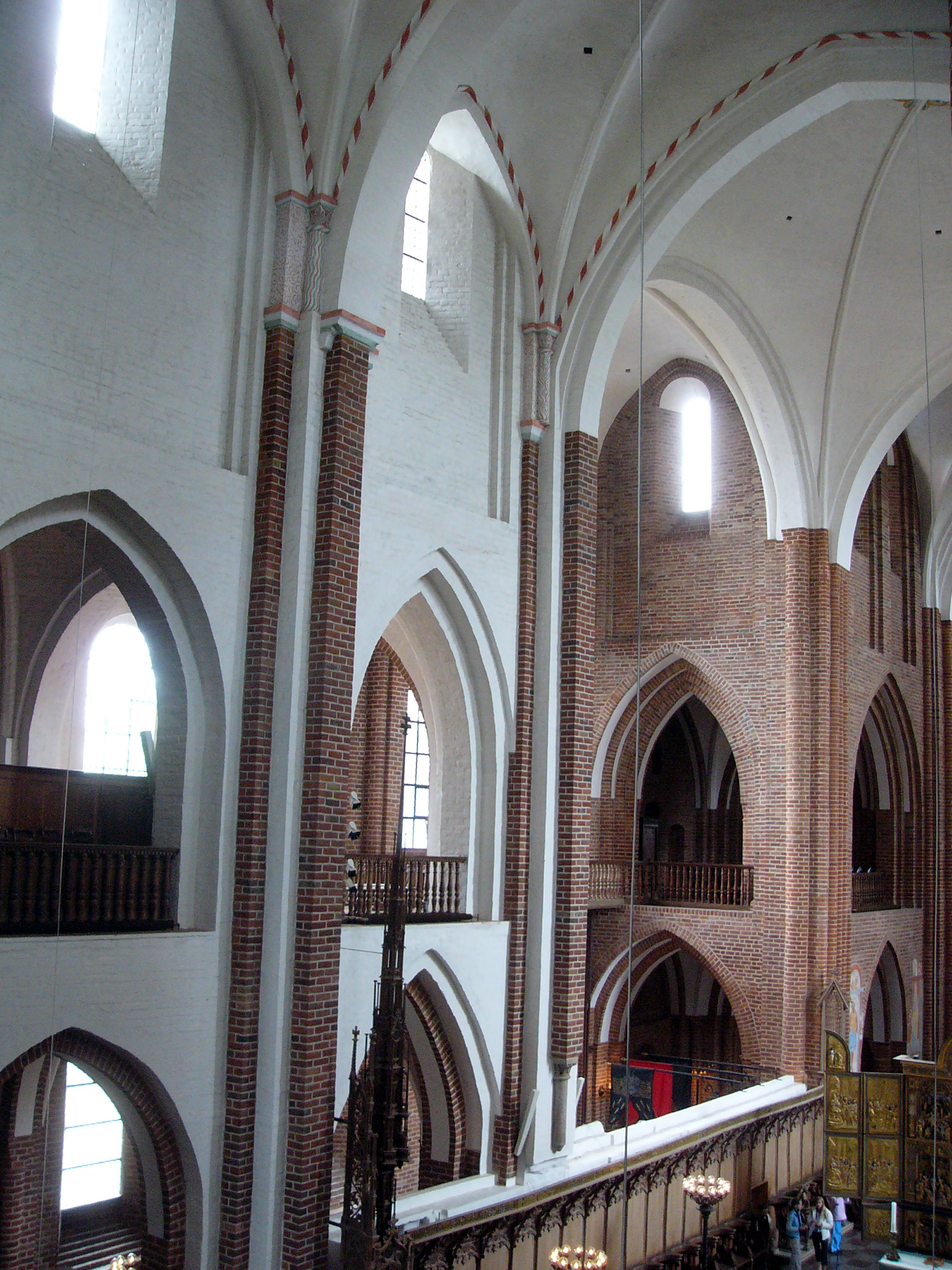
Interiör. Övre valvbågarna.
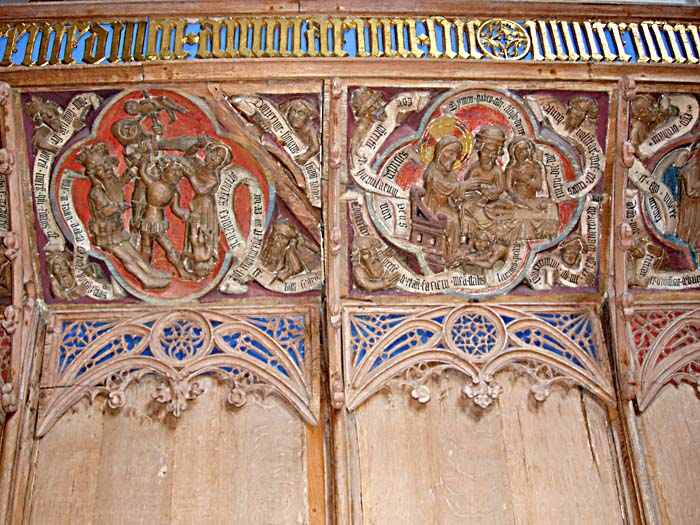
Relief över korstol.
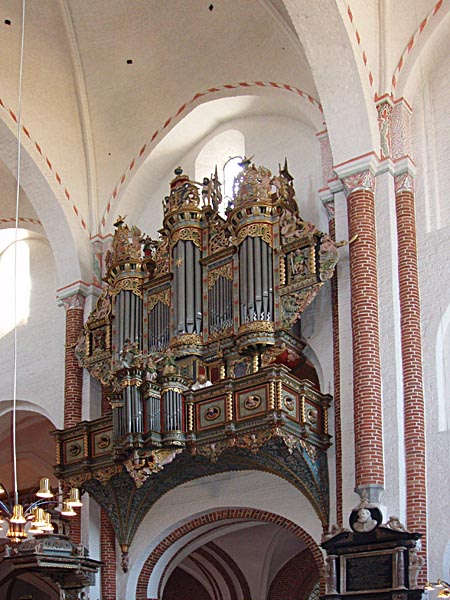
Orgeln.
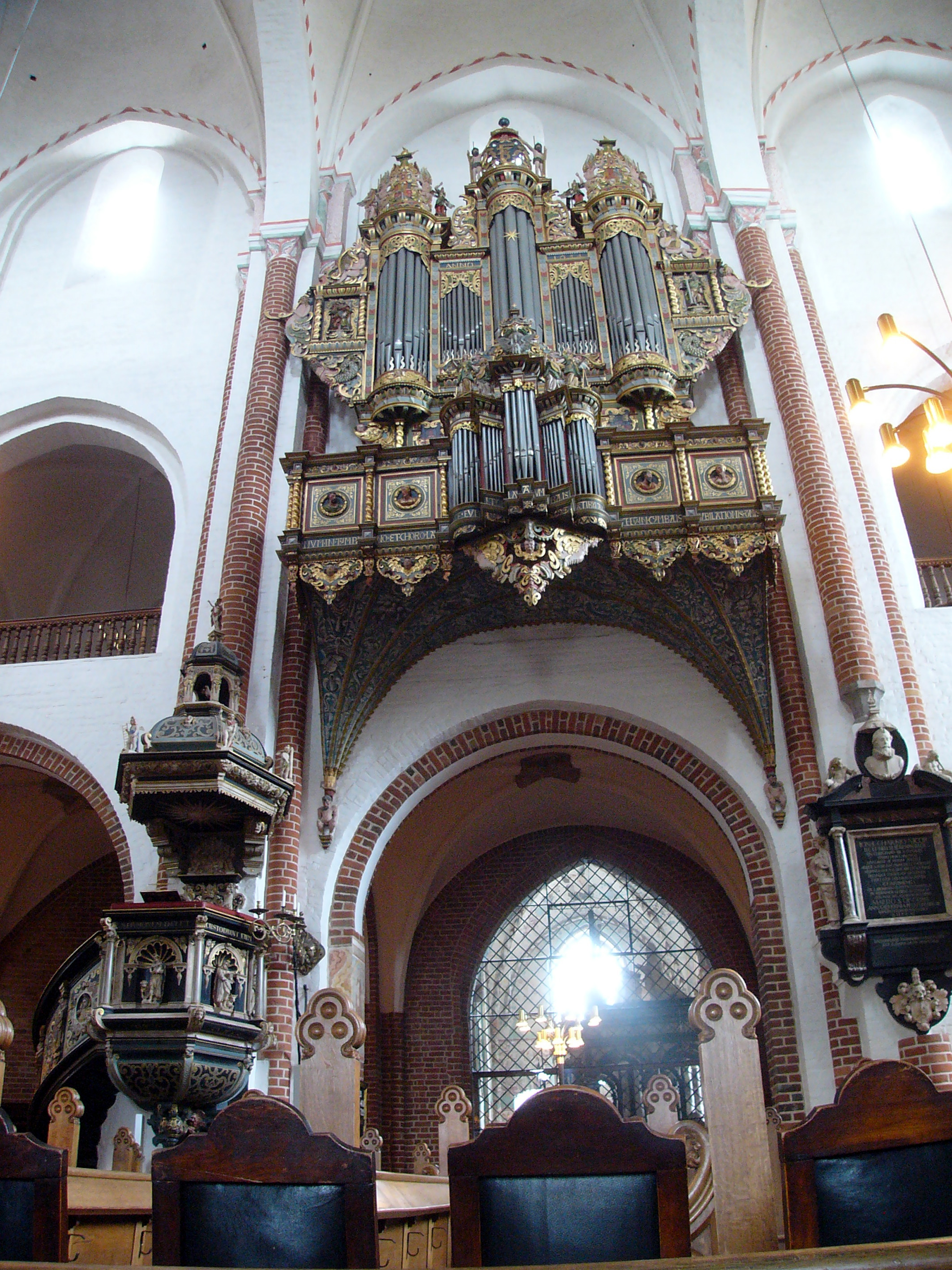
Orgeln.
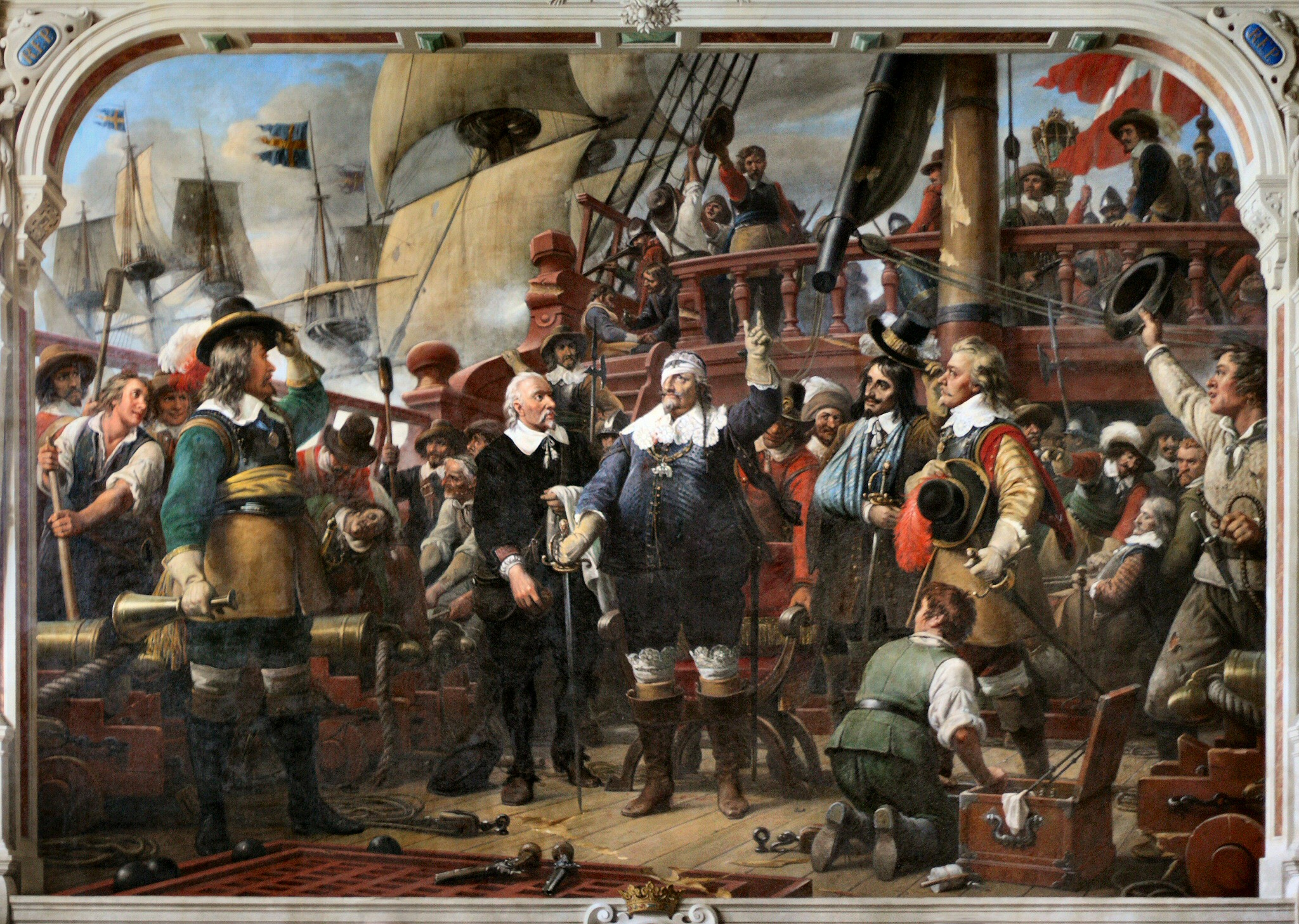
Wilhelm Marstrands målning av Christian IV på skeppet Trefoldigheden.
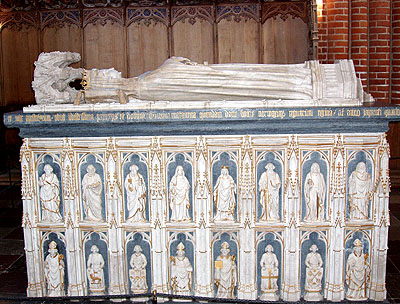
Margrethe I:s sarkofag. Troligen utförd av Johannes Junge.
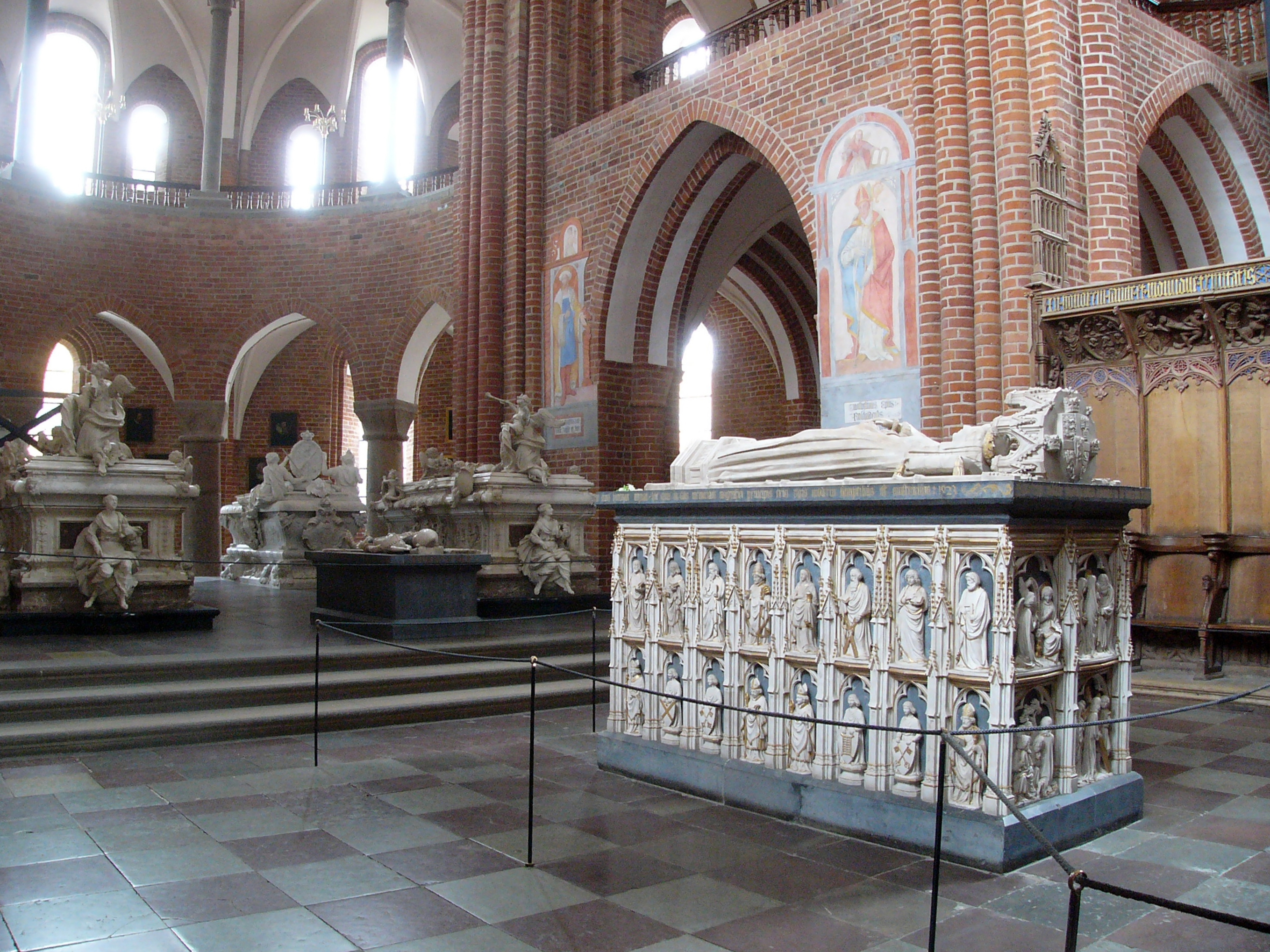
Margrethe I:s grav, belägen bakom högaltaret.
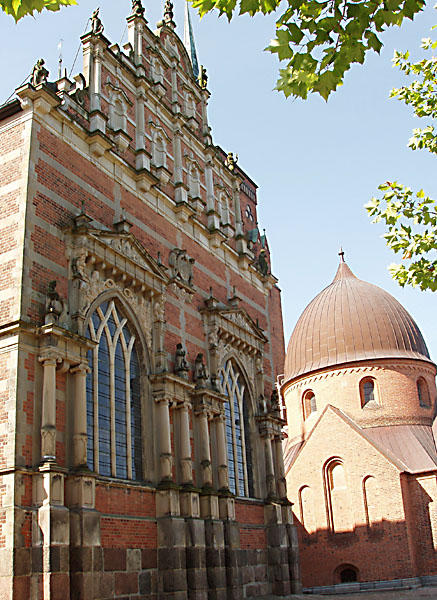
Christian IV:s kapell på nordsidan av kyrkan.
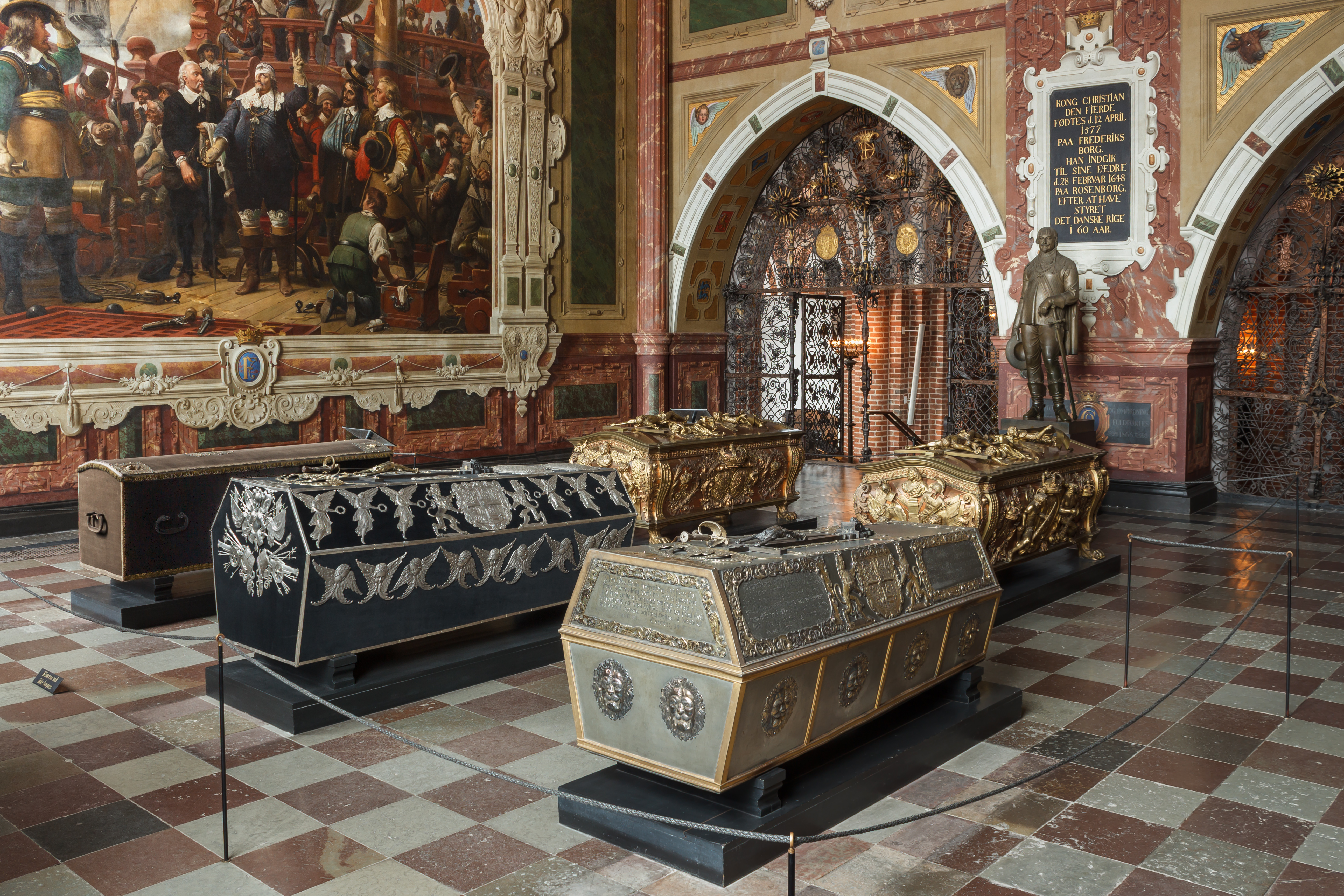
Kungliga kistor i Cristian IV:s kapell.
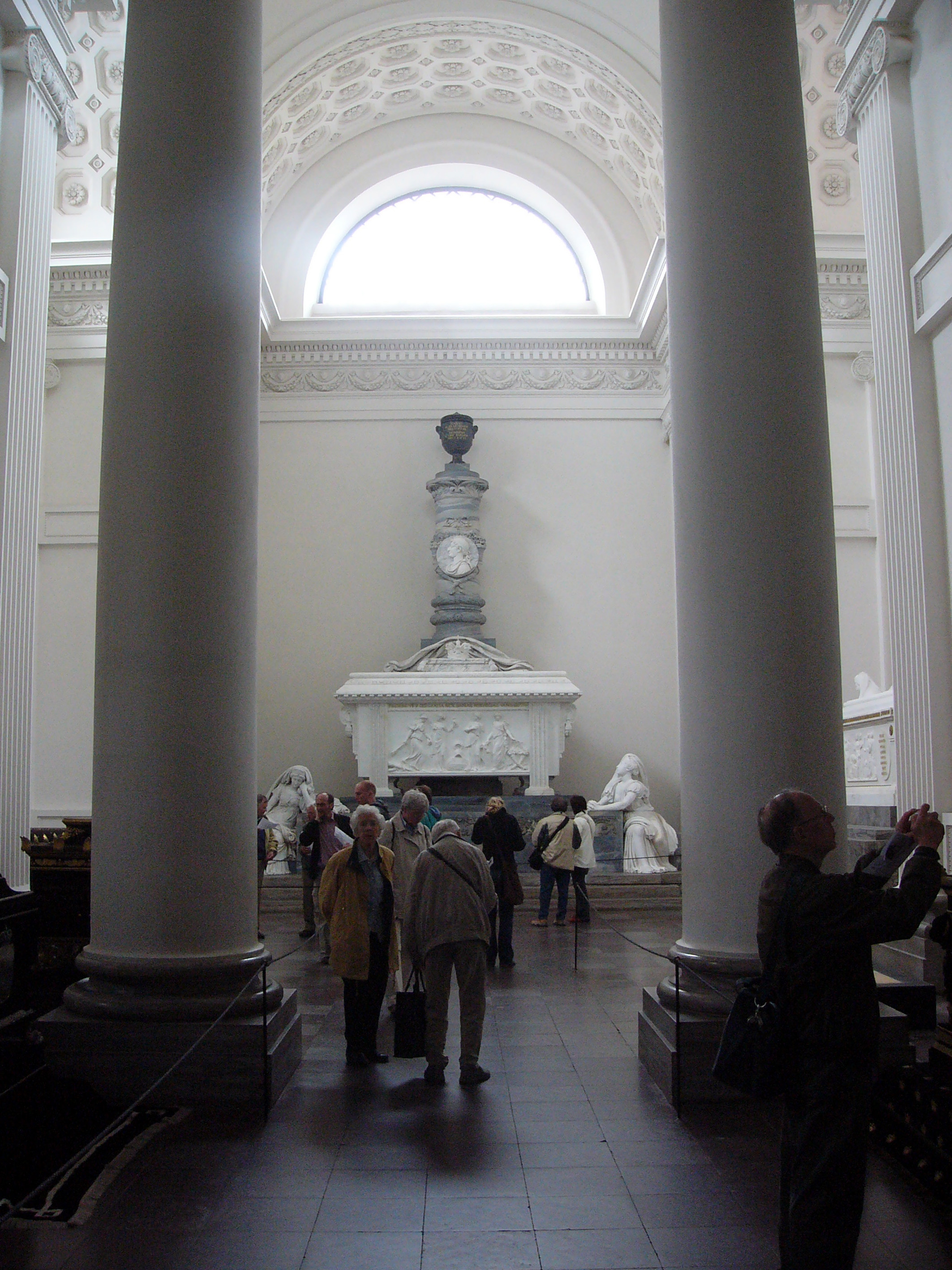
Frederik V:s grav.
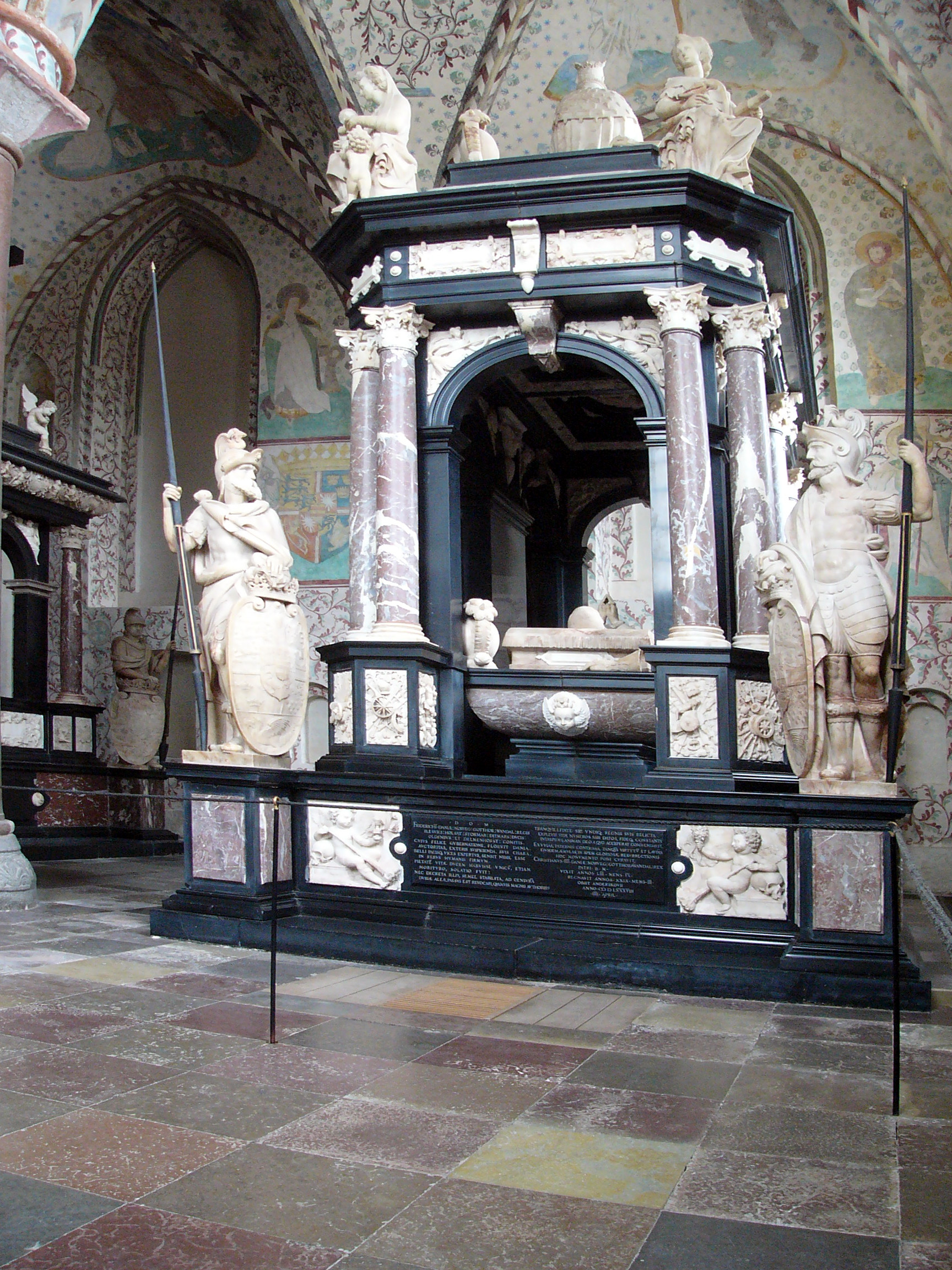
Christian III:s grav
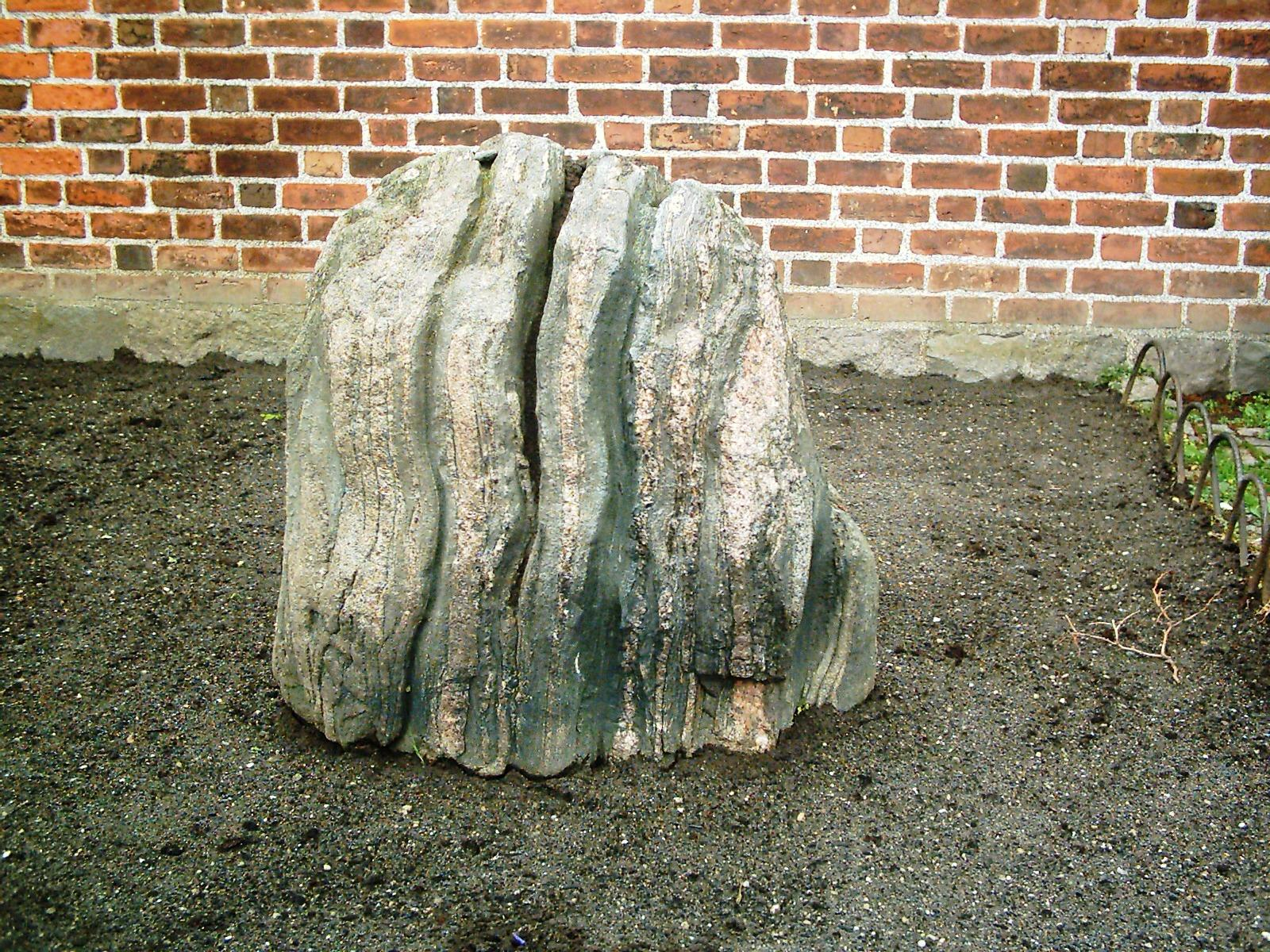
Stenen utanför domkyrkan, som enligt folktro ristades av djävulen.

## Domkyrkoorganister
| Period    | Namn                                        | Levnadstid | Övrigt       |
| --------- | ------------------------------------------- | ---------- | ------------ |
| 1504      | Jens                                        |            |              |
| 1565      | Søren Pedersen                              | Död 1565   |              |
| 1567      | Gregorius Nicolai                           |            |              |
| 1580–1583 | Mads Nielsen                                |            |              |
| 1619–1654 | Ludewich Freytag                            | Död 1664   |              |
| 1662–1683 | Johann Martin Radeck                        | 1623–1683  |              |
| 1683–1724 | Hans Heinrich Schmell (Snel, Schmel, Smell) | Död 1724   |              |
| 1726–1737 | Philip Rohde (Rodhe)                        | Död 1737   |              |
| 1738–1759 | Hans Christian Rhode                        | Död 1759   |              |
| 1759–1771 | Nicolaus Henrich Thielo (Thilo)             | 1710–1781  |              |
| 1787–1810 | Peter Herman Henningsen Struck (Struch)     | 1754–1810  |              |
| 1810–1831 | Jens Wilhelm Struch                         | 1789–1831  |              |
| 1831–1832 | Søren Bruun Hartmann                        |            | Även kantor. |
| 1832–1890 | Hans Matthison-Hansen                       | 1807–1890  |              |

## Ett världsarv
1995 blev Roskilde domkyrka uppsatt på Unescos världsarvslista. Världsarvskommitténs motivering lät:
| ” | Roskilde domkyrka är på många sätt den viktigaste kyrkobyggnaden i norra Europa som är byggd av röd tegelsten och har en betydande påverkan på tegelstensanvändningen för detta ändamål över hela regionen. | „ |